# Casa de Taipa
A Casa de Taipa, erguida na primeira cidade do Brasil, a cidade de São Vicente, no estado de São Paulo, é a casa mais antiga do país. Atualmente, suas parede que, segundo arqueólogos, teriam sido erguidas entre 1516 e 1520, isto é, antes mesmo da fundação oficial da Vila de São Vicente, encontram-se no Sítio Arquelógico Bacharel, pertencente à Casa Martim Afonso. A casa possui características da arquitetura colonial portuguesa, com paredes de taipa, telhado de sapé e varanda de madeira.
De acordo com o historiador Marcos Braga, presume-se que as paredes de mais de 500 anos pertenciam à casa de Bacharel de Cananeia, um dos primeiros portugueses a habitar no Brasil. Na época, naquela região havia de 10 a 12 habitações, sendo a de Fernandes a única de pedras.